# Pirambeba
A pirambeba, como é conhecida a espécie Serrasalmus brandtii (Christian Frederik Lütken, 1875), é famosa por suas mordidas ao homem e outros animais; tal façanha é possível em razão da disposição de seus dentes tricúspides, que são capazes de arrancar pedaços de suas presas. Apesar de se alimentar principalmente de peixes a espécie demonstra ter uma plasticidade alimentar, sendo encontrado também em seu estômago coleópteros, moluscos, odonatas, entre outros invertebrados. Nativo do Brasil, está presente na bacia do São Francisco. Acostumada a ambientes wikt:lênticos, possui uma alta frequência em reservatório onde se reproduz durante um longo período do ano.
É considerado importante para a manutenção do equilíbrio ambiental, por se alimentar de peixes debilitados. Vive em bandos que variam de três até vinte indivíduos, realizando ataques oportunistas.